# Tomasz Hrynacz

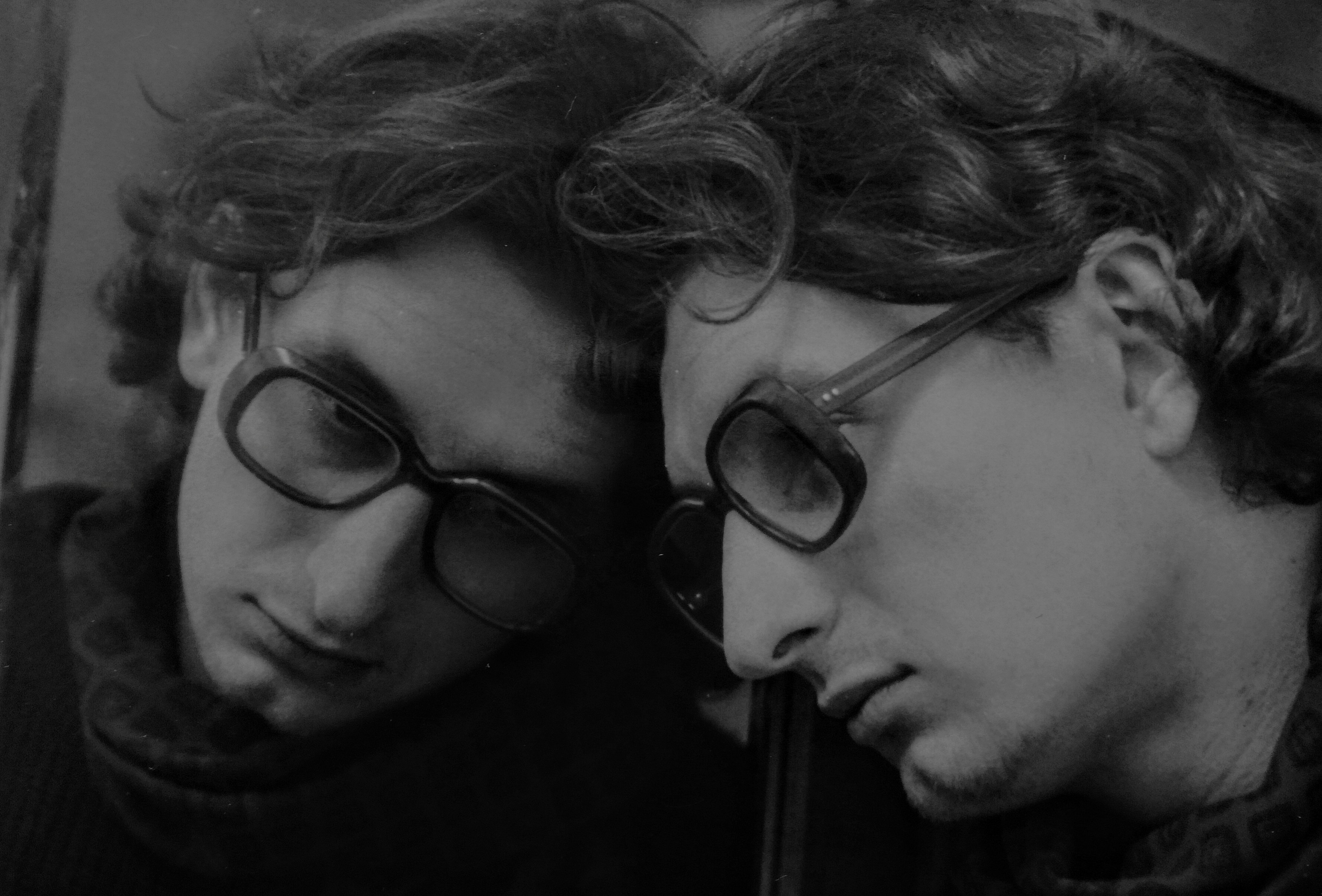
Tomasz Hrynacz (1998)

Tomasz Hrynacz (ur. 1 grudnia 1971 w Świdnicy) – polski poeta, zaliczany przez krytykę do nurtu metafizycznego w najnowszej poezji polskiej.

## Życiorys
Uczęszczał do I Liceum Ogólnokształcącego im. Jana Kasprowicza w Świdnicy. Jest absolwentem polonistyki w Zielonej Górze. Laureat Konkursu Poetyckiego im. Rainera Marii Rilkego w Sopocie (1997) oraz konkursu im. Rafała Wojaczka w Mikołowie (1997). Debiutował w 1993 roku w „Roczniku Świdnickim”. 
Publikował w wielu czasopismach w Polsce i za granicą, m.in. w paryskiej „Kulturze”, „Akcencie”, „brulionie”, „Czasie Kultury”, „Frondzie”, „Kresach”, „Odrze”, „Res Publice Nowej”, „Rita Baum”, „Toposie”, „Kwartalniku Artystycznym”, „Pro Arte”, „Studium”, „Twórczości”, „Undergrunt”, „Zeszytach Poetyckich”.

Tomasz Hrynacz (2019)

W 1997 roku był współzałożycielem i redaktorem dwumiesięcznika literackiego „Arytmia”. W latach 1998–1999 współpracował z poznańskim „Czasem Kultury”. W latach 2002–2006 współredagował kwartalnik literacki „Poetica”, na łamach którego pisał o współczesnych książkach poetyckich.
W maju 2020 został redaktorem działu poezji kwartalnika literacko-kulturalnego „eleWator”, którego wydawcą jest Fundacja Literatury im. Henryka Berezy.  
Jego wiersze znalazły się w kilku antologiach m.in. Macie swoich poetów. Liryka polska urodzona po 1960 roku (Warszawa 1997), Antologia nowej poezji polskiej 1990–1999 (Kraków 2000), w amerykańskiej antologii polskiej poezji Contemporary Writers of Poland (Orlando 2005), Između Ohrida i Buga. Antologija slavenskih umjetnosti (Krosno 2011), hiszpańskiej antologii współczesnej poezji polskiej Poesía a contragolpe. Antología de poesía polaca contemporánea (autores nacidos entre 1960 y 1980) (Saragossa 2012), Rozkład jazdy. 20 lat literatury Dolnego Śląska po 1989 roku (Wrocław 2012) oraz Przewodnik po zaminowanym terenie. Helikopter, antologia tekstów z lat 2011–2015 (Wrocław 2016). 
W 2014 roku otrzymał od prezydenta Świdnicy nagrodę za twórczość literacką i udział w animacji środowiska literackiego Świdnicy. Od 2010 roku należy do Stowarzyszenia Pisarzy Polskich. Poezję jego przetłumaczono na język angielski, chorwacki, czeski, francuski, hiszpański, kataloński, macedoński, niemiecki, rosyjski, serbski, słowacki i ukraiński. Mieszka w Świdnicy.

### Arkusze poetyckie
- Inne ogrody, Wałbrzych 1995
- Wyjście z getta, Świdnica 1996

### Tomy poetyckie
- Zwrot o bliskość, Biblioteka Studium, Kraków 1997
- Partycje oraz 20 innych wierszy miłosnych, Biblioteka Toposu, Towarzystwo Przyjaciół Sopotu, Sopot 1999
- Rebelia, Biblioteka Stowarzyszenia Pisarzy Polskich, Wrocław 2001
- Enzym, Wydawnictwo Mamiko[5], Nowa Ruda 2004

- Dni widzenia, Wydawnictwo MTM, Jugowice 2005
- Praski raj, Wydawnictwo Mamiko, Nowa Ruda 2009
- Prędka przędza, Wydawnictwo Forma[6], Szczecin-Bezrzecze 2010
- Przedmowa do 5 smaków, Wydawnictwo Forma, Szczecin-Bezrzecze 2013
- Noc czerwi, Wydawnictwo Forma, Szczecin-Bezrzecze 2016
- Dobór dóbr, Wydawnictwo Forma, Szczecin-Bezrzecze 2019
- Pies gończy, Wydawnictwo Forma, Szczecin-Bezrzecze (2021)
- Emotywny zip, Wydawnictwo Forma, Szczecin-Bezrzecze (2021)
- Lallen, Instytut Mikołowski[7], Instytut Mikołowski, Mikołów (2023)[8]